# Сент-Ави-де-Тард
Сент-Ави́-де-Тард (фр. Saint-Avit-de-Tardes) — коммуна во Франции, находится в регионе Лимузен. Департамент коммуны — Крёз. Входит в состав кантона Обюссон. Округ коммуны — Обюссон.
Код INSEE коммуны — 23182.

## Население
Население коммуны на 2010 год составляло 188 человек.
| 1962 | 1968 | 1975 | 1982 | 1990 | 1999 | 2010 |
| ---- | ---- | ---- | ---- | ---- | ---- | ---- |
| 330  | 284  | 248  | 212  | 206  | 171  | 188  |

## Экономика
В 2010 году среди 123 человек трудоспособного возраста (15—64 лет) 95 были экономически активными, 28 — неактивными (показатель активности — 77,2 %, в 1999 году было 67,0 %). Из 95 активных жителей работали 85 человек (45 мужчин и 40 женщин), безработных было 10 (6 мужчин и 4 женщины). Среди 28 неактивных 3 человека были учениками или студентами, 11 — пенсионерами, 14 были неактивными по другим причинам.